# Molione uniacantha
Molione uniacantha là một loài nhện trong họ Theridiidae.
Loài này thuộc chi Molione. Molione uniacantha được Jörg Wunderlich miêu tả năm 1995.